# Ski alpin aux Jeux olympiques de 1980
Pour des articles plus généraux, voir Ski alpin aux Jeux olympiques et Jeux olympiques d'hiver de 1980.
Navigation
Innsbruck 1976 Sarajevo 1984
Les épreuves de ski alpin des Jeux olympiques d'hiver de 1980 à Lake Placid comptaient également, et pour la dernière fois, comme championnats du monde et se sont disputées du 14 au 23 février 1980.

## Résumé
Huit ans après la dérobade de Denver, les Jeux olympiques d'hiver reviennent aux États-Unis, à Lake Placid, qui les avait déjà accueillis en 1932, dans une atmosphère lourde des tensions diplomatiques entre Washington et Moscou.
Malgré cette tension politique, les pays de l'Est sont présents à Lake Placid.
Les Jeux olympiques de Lake Placid consacrent 3 grands champions, Annemarie Moser-Pröll, Hanni Wenzel et Ingemar Stenmark, ainsi qu'un vainqueur surprise dans la descente Hommes, l'Autrichien Leonhard Stock.
Leonhard Stock remporte la médaille d'or en descente, alors qu'il n'avait jamais gagné une course en coupe du monde et n'était que remplaçant au sein de l'équipe d'Autriche à quelques jours de l'épreuve. Stock ne remportera la première de ses 3 victoires en coupe du monde qu'en 1989.
L'équipe d'Autriche signe le doublé avec la deuxième place de Peter Wirnsberger. Le grand favori Peter Müller échoue à la 4e place.
Annemarie Moser-Pröll enlève enfin un titre olympique. L'Autrichienne gagne la descente devant Hanni Wenzel et Marie-Theres Nadig (qui remporte le petit globe de la discipline et 6 descente de Coupe du Monde cette saison-là).
Hanni Wenzel réalise le doublé géant-slalom, assorti d'une médaille d'argent en descente. Comme Rosi Mittermaier en 1976, la skieuse du Liechtenstein manque de peu le triplé. Hanni Wenzel confirme sa très grande forme en géant (4 succès consécutifs en coupe du monde) et écrase le slalom avec le meilleur temps dans les 2 manches.
Perrine Pelen obtient la médaille de bronze en géant (il s'agit de l'unique médaille française de ces Jeux olympiques), alors que Fabienne Serrat, porte drapeau de la délégation française, termine quatrième à un centième du podium.
Révélation de la Suissesse Erika Hess (17 ans), troisième du slalom, qui ne gagnera pas d'autre médaille olympique dans sa brillante carrière mais 6 d'or aux Mondiaux, sans parler de ses deux grands Globes et ses 6 petits.
Ingemar Stenmark, qui survole les épreuves techniques, signe le doublé géant-slalom, son deuxième après celui des championnats du monde 1978 de Garmisch. Le suédois est alors au sommet de sa gloire. Ingemar Stenmark gagne son premier titre olympique en géant devant Andreas Wenzel et efface ainsi sa désillusion des Jeux olympiques d'Innsbruck. Il s'agit de la quinzième victoire consécutive (!) en géant de Stenmark, qui est invaincu depuis le géant d'Arosa (18 mars 1978). En slalom, Ingemar Stenmark bat Phil Mahre. Peter Lüscher, détenteur du grand globe, est éliminé autant en géant qu'en slalom.
Phil Mahre et Hanni Wenzel gagnent le combiné de la FIS.

## Podiums

### Hommes
| Épreuve  | Or               | Argent            | Bronze          |
| -------- | ---------------- | ----------------- | --------------- |
| Descente | Leonhard Stock   | Peter Wirnsberger | Steve Podborski |
| Géant    | Ingemar Stenmark | Andreas Wenzel    | Hans Enn        |
| Slalom   | Ingemar Stenmark | Phil Mahre        | Jacques Lüthy   |

### Femmes
| Épreuve  | Or                    | Argent            | Bronze              |
| -------- | --------------------- | ----------------- | ------------------- |
| Descente | Annemarie Moser-Pröll | Hanni Wenzel      | Marie-Thérèse Nadig |
| Géant    | Hanni Wenzel          | Irene Epple       | Perrine Pelen       |
| Slalom   | Hanni Wenzel          | Christa Kinshofer | Erika Hess          |

### Combiné
Les épreuves du combiné ne comptaient pas comme épreuve olympique : elles attribuaient uniquement le titre de champion du monde.
| Épreuve        | Or           | Argent         | Bronze         |
| -------------- | ------------ | -------------- | -------------- |
| Combiné Hommes | Phil Mahre   | Andreas Wenzel | Leonhard Stock |
| Combiné Femmes | Hanni Wenzel | Cindy Nelson   | Ingrid Eberle  |

## Tableau des médailles
| Rang | Nations       | Or | Argent | Bronze | Total |
| 1    | Liechtenstein | 2  | 2      | 0      | 4     |
| 2    | Autriche      | 2  | 1      | 1      | 4     |
| 3    | Suède         | 2  | 0      | 0      | 2     |
| 4    | RFA           | 0  | 2      | 0      | 2     |
| 5    | États-Unis    | 0  | 1      | 0      | 1     |
| 6    | Suisse        | 0  | 0      | 3      | 3     |
| 7    | Canada France | 0  | 0      | 1      | 1     |

## Résultats

### Hommes

#### Descente
| Rang                                | Athlète           | Pays             | Temps         | Retard  |
| ----------------------------------- | ----------------- | ---------------- | ------------- | ------- |
| Médaille d'or, Jeux olympiques      | Leonhard Stock    | Autriche         | 1 min 45 s 50 | -       |
| Médaille d'argent, Jeux olympiques  | Peter Wirnsberger | Autriche         | 1 min 46 s 12 | +0 s 62 |
| Médaille de bronze, Jeux olympiques | Steve Podborski   | Canada           | 1 min 46 s 62 | +1 s 12 |
| 4                                   | Peter Müller      | Suisse           | 1 min 46 s 75 | +1 s 25 |
| 5                                   | Pete Patterson    | États-Unis       | 1 min 47 s 04 | +1 s 54 |
| 6                                   | Herbert Plank     | Italie           | 1 min 47 s 13 | +1 s 63 |
| 7                                   | Werner Grissmann  | Autriche         | 1 min 47 s 21 | +1 s 71 |
| 8                                   | Valeri Tsyganov   | Union soviétique | 1 min 47 s 34 | +1 s 84 |
| 9                                   | Harti Weirather   | Autriche         | 1 min 47 s 70 | +2 s 20 |
| 10                                  | Dave Murray       | Canada           | 1 min 47 s 95 | +2 s 45 |

#### Slalom géant
| Rang                                | Athlète          | Pays             | Manche 1      | Manche 2      | Total         | Retard  |
| ----------------------------------- | ---------------- | ---------------- | ------------- | ------------- | ------------- | ------- |
| Médaille d'or, Jeux olympiques      | Ingemar Stenmark | Suède            | 1 min 20 s 49 | 1 min 20 s 25 | 2 min 40 s 74 | -       |
| Médaille d'argent, Jeux olympiques  | Andreas Wenzel   | Liechtenstein    | 1 min 20 s 17 | 1 min 21 s 32 | 2 min 41 s 49 | +0 s 75 |
| Médaille de bronze, Jeux olympiques | Hans Enn         | Autriche         | 1 min 20 s 31 | 1 min 22 s 20 | 2 min 42 s 51 | +1 s 77 |
| 4                                   | Bojan Križaj     | Yougoslavie      | 1 min 21 s 28 | 1 min 21 s 25 | 2 min 42 s 53 | +1 s 79 |
| 5                                   | Jacques Lüthy    | Suisse           | 1 min 21 s 55 | 1 min 21 s 20 | 2 min 42 s 75 | +2 s 01 |
| 6                                   | Bruno Noeckler   | Italie           | 1 min 20 s 99 | 1 min 21 s 96 | 2 min 42 s 95 | +2 s 21 |
| 7                                   | Joël Gaspoz      | Suisse           | 1 min 21 s 10 | 1 min 21 s 95 | 2 min 43 s 05 | +2 s 31 |
| 8                                   | Boris Strel      | Yougoslavie      | 1 min 21 s 45 | 1 min 21 s 79 | 2 min 43 s 24 | +2 s 50 |
| 9                                   | Aleksandr Shirov | Union soviétique | 1 min 21 s 53 | 1 min 22 s 54 | 2 min 44 s 07 | +3 s 33 |
| 10                                  | Phil Mahre       | États-Unis       | 1 min 21 s 74 | 1 min 22 s 59 | 2 min 44 s 33 | +3 s 59 |

#### Slalom
| Rang                                | Athlète              | Pays                 | Manche 1 | Manche 2 | Total         | Retard  |
| ----------------------------------- | -------------------- | -------------------- | -------- | -------- | ------------- | ------- |
| Médaille d'or, Jeux olympiques      | Ingemar Stenmark     | Suède                | 53 s 89  | 50 s 37  | 1 min 44 s 26 | -       |
| Médaille d'argent, Jeux olympiques  | Phil Mahre           | États-Unis           | 53 s 31  | 51 s 45  | 1 min 44 s 76 | +0 s 50 |
| Médaille de bronze, Jeux olympiques | Jacques Lüthy        | Suisse               | 53 s 70  | 51 s 36  | 1 min 45 s 06 | +0 s 80 |
| 4                                   | Hans Enn             | Autriche             | 53 s 70  | 51 s 42  | 1 min 45 s 12 | +0 s 86 |
| 5                                   | Christian Neureuther | Allemagne de l'Ouest | 54 s 37  | 50 s 77  | 1 min 45 s 14 | +0 s 88 |
| 6                                   | Petar Popangelov     | Bulgarie             | 54 s 84  | 50 s 56  | 1 min 45 s 40 | +1 s 14 |
| 7                                   | Anton Steiner        | Autriche             | 54 s 56  | 50 s 85  | 1 min 45 s 41 | +1 s 15 |
| 8                                   | Gustavo Thoeni       | Italie               | 54 s 79  | 51 s 20  | 1 min 45 s 99 | +1 s 73 |
| 9                                   | Vladimir Andreyev    | Union soviétique     | 54 s 97  | 51 s 68  | 1 min 46 s 65 | +2 s 39 |
| 10                                  | Frank Wörndl         | Allemagne de l'Ouest | 55 s 30  | 51 s 89  | 1 min 47 s 19 | +2 s 93 |

### Femmes

#### Descente
| Rang                                | Athlète                   | Pays                 | Temps         | Retard  |
| ----------------------------------- | ------------------------- | -------------------- | ------------- | ------- |
| Médaille d'or, Jeux olympiques      | Annemarie Moser-Pröll     | Autriche             | 1 min 37 s 52 | -       |
| Médaille d'argent, Jeux olympiques  | Hanni Wenzel              | Liechtenstein        | 1 min 38 s 22 | +0 s 70 |
| Médaille de bronze, Jeux olympiques | Marie-Theres Nadig        | Suisse               | 1 min 38 s 36 | +0 s 84 |
| 4                                   | Heidi Preuss              | États-Unis           | 1 min 39 s 51 | +1 s 99 |
| 5                                   | Kathy Kreiner             | Canada               | 1 min 39 s 53 | +2 s 01 |
| 6                                   | Ingrid Eberle             | Autriche             | 1 min 39 s 63 | +2 s 11 |
| 7                                   | Torill Fjeldstad          | Norvège              | 1 min 39 s 69 | +2 s 17 |
| 7                                   | Cindy Nelson              | États-Unis           | 1 min 39 s 69 | +2 s 17 |
| 9                                   | Marianne Zechmeister      | Allemagne de l'Ouest | 1 min 39 s 96 | +2 s 44 |
| 10                                  | Jana Gantnerová-Šoltýsová | Tchécoslovaquie      | 1 min 40 s 71 | +3 s 19 |

#### Slalom géant
| Rang                                | Athlète                    | Pays                 | Manche 1      | Manche 2      | Total         | Retard  |
| ----------------------------------- | -------------------------- | -------------------- | ------------- | ------------- | ------------- | ------- |
| Médaille d'or, Jeux olympiques      | Hanni Wenzel               | Liechtenstein        | 1 min 14 s 33 | 1 min 27 s 33 | 2 min 41 s 66 | -       |
| Médaille d'argent, Jeux olympiques  | Irene Epple                | Allemagne de l'Ouest | 1 min 14 s 75 | 1 min 27 s 37 | 2 min 42 s 12 | +0 s 46 |
| Médaille de bronze, Jeux olympiques | Perrine Pelen              | France               | 1 min 15 s 45 | 1 min 26 s 96 | 2 min 42 s 41 | +0 s 75 |
| 4                                   | Fabienne Serrat            | France               | 1 min 15 s 43 | 1 min 26 s 99 | 2 min 42 s 42 | +0 s 76 |
| 5                                   | Christa Kinshofer-Güthlein | Allemagne de l'Ouest | 1 min 15 s 19 | 1 min 27 s 44 | 2 min 42 s 63 | +0 s 97 |
| 6                                   | Annemarie Moser-Pröll      | Autriche             | 1 min 15 s 64 | 1 min 27 s 55 | 2 min 43 s 19 | +1 s 53 |
| 7                                   | Christin Cooper            | États-Unis           | 1 min 16 s 61 | 1 min 28 s 10 | 2 min 44 s 71 | +3 s 05 |
| 8                                   | Maria Epple                | Allemagne de l'Ouest | 1 min 16 s 20 | 1 min 29 s 36 | 2 min 45 s 56 | +3 s 90 |
| 9                                   | Kathy Kreiner              | Canada               | 1 min 17 s 19 | 1 min 28 s 56 | 2 min 45 s 75 | +4 s 09 |
| 10                                  | Claudia Giordani           | Italie               | 1 min 17 s 72 | 1 min 28 s 55 | 2 min 46 s 27 | +4 s 61 |

#### Slalom
| Rang                                | Athlète            | Pays                 | Manche 1 | Manche 2 | Total         | Retard  |
| ----------------------------------- | ------------------ | -------------------- | -------- | -------- | ------------- | ------- |
| Médaille d'or, Jeux olympiques      | Hanni Wenzel       | Liechtenstein        | 42 s 50  | 42 s 59  | 1 min 25 s 09 | -       |
| Médaille d'argent, Jeux olympiques  | Christa Kinshofer  | Allemagne de l'Ouest | 42 s 74  | 43 s 76  | 1 min 26 s 50 | +1 s 41 |
| Médaille de bronze, Jeux olympiques | Erika Hess         | Suisse               | 43 s 50  | 44 s 39  | 1 min 27 s 89 | +2 s 80 |
| 4                                   | Maria Rosa Quario  | Italie               | 43 s 63  | 44 s 29  | 1 min 27 s 92 | +2 s 83 |
| 5                                   | Claudia Giordani   | Italie               | 44 s 42  | 44 s 70  | 1 min 29 s 12 | +4 s 03 |
| 6                                   | Nadezhda Andreyeva | Union soviétique     | 43 s 42  | 45 s 78  | 1 min 29 s 20 | +4 s 11 |
| 7                                   | Daniela Zini       | Italie               | 45 s 08  | 44 s 14  | 1 min 29 s 22 | +4 s 13 |
| 8                                   | Christin Cooper    | États-Unis           | 44 s 23  | 45 s 05  | 1 min 29 s 28 | +4 s 19 |
| 9                                   | Ann Melander       | Suède                | 44 s 51  | 45 s 31  | 1 min 29 s 82 | +4 s 73 |
| 10                                  | Wilma Gatta        | Italie               | 44 s 46  | 45 s 48  | 1 min 29 s 94 | +4 s 85 |